# Josephine Crease
Josephine Crease (7 augustus 1864 – 24 december 1947) was een Canadese kunstenaar.

## Leven
Josephine Crease werd op 7 augustus 1864 geboren in New Westminster. Ze was de dochter van Sir Henry Pering Pellew Crease en Lady Sarah Lindley Crease. Haar familie verhuisde in 1869 naar Victoria. Ze volgde een kunstopleiding aan King's College in Londen samen met haar zus Susan. 

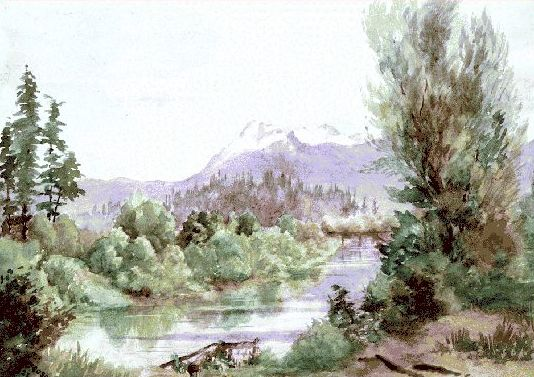
Aquarel van Josephine Crease

Crease reisde Vancouvereiland rond en maakte daar waterverfschilderijen van het lokale landschap. Ze was een van de eerste leden van de Island Arts and Crafts Society. In 1903 werd ze voorzitter van de vereniging en in 1939 werd ze benoemd tot erevoorzitter. Haar werk was te zien in tentoonstellingen van de British Columbia Society of Fine Arts, de Vancouver Art Gallery, die haar werk in 1978 tentoonstelde, en op de Victoria Fair.
Crease stierf in Victoria op 24 december 1947. Zij was op dat moment 83 jaar oud.
Haar werk is in bezit van de provinciale archieven van Brits-Columbia en de Art Gallery of Greater Victoria.
- Union List of Artist Names: 500316301
- Virtual International Authority File: 305190892